# Томпкинс, Стюарт Рамсей
Стюарт Рамсей Томпкинс (англ. Stuart Ramsey Tompkins; 26 июня 1886 года, Онтарио — 11 октября 1977 года, Виктория) — канадский историк, первый в Канаде специалист по истории России. Профессор Альбертского университета.

## Биография
Родился 26 июня 1886 года, Онтарио в семье Чарльза Абрахама Томпкинса и его жены Марты Джейн Макниш. Кроме него в семье было ещё четверо детей. Вскоре после рождения Стюарта семья Томпкинсов перебралась в Саскачеван, но через некоторое время вернулась обратно в Онтарио из-за того, что сочла условия жизни в этой провинции (в то время только осваиваемой) неподходящими. Томпкинсы поселились у одного из родственников в Броквилле. Вскоре после этого отец Стюарта ушёл из семьи, оставив Марту одну с пятью детьми.
В Броквилле Томпкинс окончил с отличием местный институтский колледж, затем поступил в Университет Торонто, который окончил в 1909 году также с отличием. После окончания университета некоторое время работал журналистом, затем переехал в Альберту, где стал клерком провинциального департамента образования. В Альберте он встретил свою будущую жену, Эдну Джейн Кристи (англ. Edna Jane Christie), на которой женился в 1915 году и с которой прожил до конца жизни.
Через шесть месяцев после свадьбы Томпкинс был призван в Армию Канады. Был сначала отправлен в Армию Канады, где служил в учебной части. Эдна последовала за мужем, устроившись на работу в представительство канадской армии в Лондоне. После окончания учебки Томпкинс принял в апреле 1917 года участие в битве при Вими, вскоре после неё отправлен назад в Англию из-за обострившегося бронхита. После этого служил в 1-м батальоне Альбертского полка Армии Канады. В 1918 году, после окончания войны, он и Эдна вернулись в Канаду.
В 1919 году добровольцем поступил в ряды Канадского сибирского экспедиционного корпуса. Это решение он объяснял тем, что интересовался историей России, изучал русский язык и был под впечатлением революционных событий 1917 года, о которых узнал на фронте. Перед отправкой в Россию некоторое время был армейским вербовщиком в Эдмонтоне. В 1989 году была издана книга писем, которые он писал своей жене во время службы — «A Canadian’s Road to Russia: The Letters of Stuart Ramsey Tompkins», ставшая ценным источником по истории пребывания канадцев в России.
В 1920-е и 1930-е годы он и Эдна часто меняли место жительства — жили в нескольких городах Альберты, в Юконе, наконец в США. В Юконе Томпкинс начал работу над монографией о промышленном освоении Аляски русскими «Alaska: promyshlennik and sourdough», изданной в 1946 году. В 1931 году стал приглашённым профессором Университета Оклахомы.
В 1937 году совершил поездку в СССР, работал в архивах Москвы и Ленинграда. В 1940 году выпустил свою первую монографию о России — «Russia through the Ages: from Scythians to the Soviet», получившую широкий отклик в прессе. В частности, американский журнал «World Affairs Quarterly» описывал её как «очень хорошую книгу», а «New York Times» видит в ней «единственную попытку человека, рожденного в Америке, представить связную историю Русского государства». При этом некоторые рецензенты упрекнули автора в старомодности подхода, так как Томпкинс в своей работе отошёл от сложившихся тогда стереотипов в зарубежной русистике. В частности он считал, что современные ему черты советского режима имеют корни не столько в реализации коммунистических постулатов, сколько в самой истории страны, в особенностях России периода царизма, в специфике русского национального характера.
В 1950 году Томпкинс был избран профессором университета. К этому времени он имел докторскую степень (диссертация «Граф Витте как министр финансов России, 1892—1903 гг») и почти 20 лет педагогического стажа. В 1953 году он закончил первый том цикла истории российского менталитета — «The Russian Mind, from Peter the Great through the Enlightenment», в котором утверждал о континуитете царской и советской России. Через пять лет вышел второй том трилогии — «The Russian Intelligentsia: Makers of the Revolution State». К этому времени к Томпкинсу пришло признание, он становится одним из ведущих русистов Северной Америке, хотя его подходы по-прежнему не поддерживаются большинством специалистов. В 1967 году С. Р. Томпкинс выпускает завершающий том серии — «The Triumth of Bolshevism: Revolution or Reaction» — историю русского марксизма, которую доводит до 1917 года; этот труд был также встречен рецензентами критически.
В конце жизни С. Р. Томпкинс стал убеждённым пацифистом. На девятом десятке лет жизни он завершил монографию «The Secret War, 1914—1918», посвящённую выяснению изначальных попыток развязать Первую мировую войну.
С 1957 году Стюарт и Эдна Томпкинс жили в Виктории, Британская Колумбия. Там 11 октября 1977 года Стюарт Рамсей Томпкинс скончался.
Жена учёного, Эдна Томпкинс, в 1989 году оставила свое недвижимое имущество на сумму около пятисот тысяч долларов, Университету Альберты. На эти деньги был основан Фонд Стюарта Рамсея Томпкинса, начавший работу в 1991 году. Его средства расходуются на развитие научных обменов с СССР (а позже с Россией), приглашение специалистов по российской истории в Университет Альберты для преподавания, чтение публичных лекций, организацию консультаций.

## Книги
- Tompkins S.R. Russia through the Ages: from Scythians to the Soviet. N.Y., 1940;
- Tompkins S.R. Alaska, promyshlennik and sourdough. University of Oklahoma press, 1945.
- Tompkins S.R. Moscow and the West. Typescript, 1953;
- Tompkins S.R. The Russian Mind, from Peter the Great through the Enlightenment. Norman, 1953;
- Tompkins S.R. The Riddle to Communism: The quest for an answer. Typescript; Edmonton, 1955;
- Tompkins S.R. The Russian Intelligentsia: Makers of the Revolution State. Norman, 1958
- Tompkins S.R. The Triumth of Bolshevism: Revolution or Reaction. Norman, 1967.
- Tompkins S.R.The Secret War, 1914—1918. Morriss Publishing, 1981.
- Tompkins S.R. (edited by Doris H. Pieroth). A Canadian’s Road to Russia: The Letters of Stuart Ramsey Tompkins. The University of Alberta Press, 1989.